# Braniczewcy
Braniczewcy – plemię południowosłowiańskie zamieszkałe między Dunajem, Morawą a Mlawą.
Nazwa Braniczewców wiąże się prawdopodobnie ze starą osadą Braniczewo (okręg Požarevac) znaną w źródłach bizantyńskich jako Branitzoba. Kiedy około 818 roku Frankowie rozszerzyli swe panowanie na tereny położone nad środkowym Dunajem Braniczewcy wraz z Timoczanami i Obodrytami naddunajskimi przez wysłanników złożyli hołd cesarzowi Ludwikowi Pobożnemu. W czasie powstania Ljudevita stali po stronie Franków. W 822 roku posłali do cesarza Ludwika posłów z darami. W latach 827 i 829 chan bułgarski Omurtag w dwóch wyprawach przeciw Frankom podbił ziemie Timoczan i Braniczewców aż po rzekę Kolubarę i włączył je do swojego państwa. W granicach Bułgarii znalazł się wówczas Belgrad, nazywany Belgradem bułgarskim, i przejściowo Sirmium.